# War Office Headquarters
La Old War Office, hasta los años 1960 llamado War Office Headquarters, son las antiguas oficinas de la Oficina de Guerra, antiguo departamento de guerra del Gobierno británico que reunía tanto a los responsables políticos como al generalato. El edificio está situado en la confluencia de Horse Guards Avenue con Whitehall, Ciudad de Westminster, Londres.
Su estilo arquitectónico está basado en el neobarroco. Tiene 1000 habitaciones repartidas en 7 pisos y comunicadas entre sí con 3200 m de pasillos. Su construcción llevó 5 años y costó £1,2 millones. Su forma es un tanto extraña asemejándose a un trapecio, esto fue debido a que el edificio se construyó adaptándose a la forma del terreno para maximizar su espacio. Sus cuatro cúpulas características fueron diseñadas como elementos decorativos para disimular su forma. Era habitualmente usado por el Ministerio de Defensa y no está abierto al público. En agosto de 2013 se anunció que el edificio se ponía en venta en el mercado inmobiliario con un precio de partida de £100 millones. Lo más probable es que sea transformado en hotel.

## Historia
Ya en 1718, las cartas del secretario en Guerra se dirigían desde su oficina, que entonces ya se llamada de forma extraoficial Oficina de Guerra (aunque la oficina propiamente llamada así solo se establecería en 1857). Su departamento había tenido varias casas en Londres, hasta que se instaló en Horse Guards en Whitehall durante 1722, donde permanecería hasta 1858. Luego, tras la disolución de la Junta de Artillería, la Oficina de Guerra se mudó a las antiguas oficinas de la Junta en Cumberland House, Pall Mall; en los años siguientes, se expandió a propiedades adyacentes en Pall Mall, antes de finalmente ser reubicado en un alojamiento especialmente diseñado en lo que ahora se conoce como Old War Office Building en 1906. 
Desde 1906 y hasta su abolición en 1964, la Oficina de Guerra estuvo ubicada en este un gran edificio neobarroco, diseñado por William Young y terminado durante 1906, ubicado en Horse Guards Avenue en su cruce con Whitehall en el centro de Londres. Su construcción requirió cinco años para completarse, a un costo de más de £ 1,2 millones. Tiene una forma un tanto extraña, formando un trapezoide para maximizar el uso de la parcela de terreno de forma irregular en la que fue construido: sus cuatro cúpulas distintivas fueron diseñadas como un medio decorativo para disfrazar la forma del edificio. Tiene alrededor de 1.100 habitaciones en siete plantas.
Después de 1964, el edificio continuó siendo utilizado por el Ministerio de Defensa con el nombre de Old War Office. 
El 1 de junio de 2007, el edificio (excepto los escalones que dan acceso a él) fue designado como sitio protegido a los efectos de la Sección 128 de la Ley de policía y delincuencia organizada grave de 2005 . El efecto de la ley fue convertir en un delito penal específico que una persona invadiera el edificio.
En agosto de 2013, se anunció que el edificio se vendería en el mercado abierto con el objetivo de realizar ofertas superiores a los 100 millones de libras esterlinas. El 13 de diciembre de 2014, el Ministerio de Defensa confirmó que el edificio de la Oficina de Guerra se vendería al Grupo Hinduja por un monto no revelado. El edificio se vendió el 1 de marzo de 2016 por más de £ 350 millones, en un contrato de arrendamiento de 250 años, a Hinduja Group y OHL Developments para convertirlo en un hotel de lujo y apartamentos residenciales. A partir de marzo de 2022, el edificio debía inaugurarse a finales de año, o principios de 2023, y albergaría el Raffles Hotel de cinco estrellas. 